# 서울의 눈물
서울의 눈물은 1991년 공개된 대한민국의 영화이며 최초로 군부 쿠데타를 다뤄 화제가 되었지만 역사의 무게보다 사랑의 고뇌에 비중을 둔 애정물로 평가됐다는  혹평을 받았다.

## 배역
- 이영하 : 한승국
- 정보석 : 현기문
- 김덕경 : 문혜련
- 남궁원 : 허만수
- 김성겸 : 문용학
- 신우철
- 김영인

## 수상
- 1992년 제16회 황금촬영상
  - 촬영상(금상) - 진영호